# FidoNet

Logo di FidoNet (marchio registrato)

Fidonet è una rete informatica e un sistema interconnesso per lo scambio e il trasporto file e messaggi fra Bulletin board system (BBS). Questa rete è nata prima della diffusione dell'uso di internet fra il grande pubblico. Creata dall'informatico statunitense Tom Jennings nel 1984, ha ricevuto successivamente l'apporto di altri software BBS che supportavano lo stesso protocollo di comunicazione.

## Fondazione
L'idea nacque nel 1983 quando Tom Jennings lavorava come analista alla Phoenix Softare di San Francisco. Voleva realizzare un piccolo "bollettino elettronico", con servizio di posta elettronica e di bacheca di compravendita, sfruttando l'hardware che giaceva inutilizzato. Sviluppò personalmente il software in linguaggio Lattice C. Da questo progetto hobbistico sarebbe poi scaturito un grande successo. Il programma eseguibile originale venne diffuso in pubblico dominio insieme alla documentazione, ma il codice sorgente no.
Nel giugno 1984 Tom Jennings collegò la sua BBS a quella di John Madill: nacque così FidoNet, la prima rete di BBS. Essa crebbe da 2 a 50 nodi nel giro di tre mesi e per l'inizio dell'85 arrivò a 160. I primi nodi FidoNet utilizzavano PC IBM con il sistema operativo PC DOS 2.0 e software distribuito gratuitamente che veniva velocemente migliorato e ottimizzato dagli stessi utenti per riuscire a scambiare più dati in meno tempo (e quindi risparmiare sul costo della linea telefonica).
Nel tardo 1986 oltre 650 BBS usavano il software Fido.
Si stima che nel 1991 i nodi FidoNet fossero più di 10.000, sparsi in tutto il mondo.
Era il tempo della telematica degli hacker, alla quale era difficile avvicinarsi se non si possedevano solide basi informatiche.
La gestione e le regole della rete erano lasciate completamente agli utenti, tanto che nella prima versione di FidoNet l'area messaggi pubblica fu chiamata "anarchia", con il preciso scopo di informare gli utenti che avrebbero potuto farne ciò che volevano. "Non offendersi e non lasciarsi offendere facilmente" divenne l'unica regola del network. Con FidoNet nacque la "telematica di base": lo scambio di informazioni fatto dal basso, dalla gente, in maniera autonoma e non regolamentata.

## Panoramica
Fidonet è un sistema basato sul dial up, nel quale ogni nodo è connesso all'altro tramite linea telefonica. Lo scambio di file avviene secondo un insieme di protocolli di rete. Dato che le connessioni utilizzano la stessa linea telefonica dell'utente della BBS, Fidonet effettua i trasferimenti solo in precise ore del giorno (Zone Mail Hour, tipicamente alle 4:00 del mattino).
Oggi Fidonet supporta uno standard proprietario chiamato Netmail (simile alle e-mail di Internet) per la posta, Echomail (News in stile Usenet), per le notizie ed il trasferimento file. Recentemente è stato definito uno standard per descrivere le modalità di trasferimento dei messaggi e dei file Fidonet mediante il protocollo TCP/IP, rendendo possibile interfacciare Fidonet con Internet.
Al giorno d'oggi sono ancora disponibili alcune conferenze Echomail di Fidonet nella gerarchia delle notizie Usenet; inoltre vi sono dei "portali" utilizzati per lo scambio di messaggi tra Internet e Fidonet.
Fidonet è una rete libera ed è principalmente utilizzata da appassionati di computer (molti di loro sono hackers e radioamatori).
I software normalmente usati includono: 
- un programma di gestione della casella postale, per lo scambio di file e messaggi tra sistemi (mailer);
- un programma per creare "pacchetti" di messaggi, gestire il routing di base e a volte per interfacciarsi agli utenti finali (tosser);
- varie utilità quali compressori di file, editor di mail, ecc.

Pur avendo perso importanza a causa di Internet, è ancora molto popolare come rete amatoriale in alcune aree del mondo, ad esempio in Russia.

## Struttura
Ogni BBS appartenente alla rete Fidonet è inquadrata in una struttura gerarchica ad albero ed ha un indirizzo numerico su base geografica: le BBS sono dei nodi della rete, mentre gli utenti che accedeno direttamente utilizzando gli standard Fidonet sono point, cioè foglie dell'albero. Ogni BBS Fidonet, comunque, riceve e spedisce messaggi solo per via gerarchica, cioè solo a BBS (nodi) di livello superiore (uplink) o inferiore (downlink) al suo, e mai direttamente fra pari livello tranne che per le BBS di livello più alto. Ogni utente ed ogni BBS del sistema Fidonet ha un indirizzo interno che permette di inviare matrix (o netmail), la versione Fidonet della posta elettronica.
L'indirizzo Fidonet è composto di quattro numeri, della forma Z:NNN/FFF.P;
- Z Zona; esistono sei zone:
  1. USA, Canada e Caraibi;
  2. Europa e Russia europea;
  3. Asia continentale e Australia;
  4. America Latina;
  5. Africa;
  6. Asia del Pacifico
- NNN Net; per esempio, l'Italia è divisa in cinque net, da 331 a 335 (un net può essere diviso in Hub che si occupano di ricevere, smistare e trasmettere messaggi e file ai Nodi, ma questo non si riflette necessariamente negli indirizzi).
- FFF Nodo Fidonet: in ogni net i singoli nodi hanno numeri univoci.
- P Point: il singolo utente. Anche se tecnicamente non fa parte di Fidonet, perché non collegato permanentemente[Ma neppure i nodi sono connessi permanentemente], il nodo Fidonet a cui l'utente è registrato memorizza i messaggi a lui destinati, che l'utente scarica al momento della connessione con un software client apposito.

Ogni zona e ogni net hanno un responsabile che si occupa di gestire e far rispettare le policy di Fidonet. Nonostante il tempo delle BBS su linea telefonica commutata sia ormai finito da un pezzo in Europa e in America, la rete Fidonet non è morta, ma molti nodi si sono trasferiti su internet: per mandare una email ad un utente di un particolare nodo Fidonet si può usare un URL del tipo
nome.cognome@f<numero nodo>.n<numero net>.z<zona>.fidonet.org

## Organizzazione
Fidonet è organizzato in una struttura ad albero, con una suite software completamente automatizzata come parte principale e aggiunta di software per utenti finali.
Al fine di identificare l'utente la gerarchia Fidonet si divide in: Zone, Regioni, Reti, Nodi e Punti, individuabili più o meno geograficamente. Il più alto livello è la Zona che si identifica nei continenti: La Zona 1 è il Nord America, la Zona 2 è l'Europa, la Zona 3 è l'Australia, eccetera. Ogni zona è suddivisa in Regioni, a loro volta divise in reti formate da nodi individuali. Un nodo è in grado di sostenere punti, ossia utenti che operano con i loro software di posta.
Diversamente da Internet, ogni sistema mantiene una "lista di nodi" di tutti i membri del sistema. In ogni nodo sono presenti le seguenti informazioni: nome della BBS, nome del Sysop, posizione geografica, numero di telefono e capacità del software.
Facciamo un esempio: consideriamo un nodo localizzato a Bologna, Emilia-Romagna, Italia a cui viene assegnato il nodo nº 407: è quindi localizzato nella Zona 2 (Europa), Regione 33, Rete 332. L'indirizzo completo di Fidonet è 2:332/407. Notare che il termine "regione" viene utilizzato per scopi amministrativi, e non come parte di un indirizzo. Questo sistema può sostenere "punti" o utenti: un "punto" al quale è stato assegnato il numero 490 dal Sysop di questo nodo, verrà assegnato l'indirizzo 2:332/407.490. Questo indirizzo viene esteso anche ai flussi Netmail ed Echomail lungo la stessa struttura. Un utente (o "punto") inserisce un messaggio, che il nodo instrada verso un hub (concentratore). Un hub di questa rete agisce come un mezzo di distribuzione/ricezione di posta elettronica degli utenti Fidonet. L'hub invia un messaggio al "Coordinatore di Rete" (Net Coordinator). Da qui può mandarlo al "Coordinatore Regionale" (Regional Coordinator) o ad altri sistemi specifici. La posta viene poi inviata in altre zone attraverso il "Gate di Zona Gate.

## Specifiche tecniche
Fidonet comprende una serie di specifiche tecniche per rendere compatibile lo scambio di informazioni con altri sistemi. La più importante fra tutte è la FTS-0001 che definisce
- l'Handshaking;
- il Transfer protocol (X-Modem);
- il Message format.

Vi sono inoltre altre specifiche per l'Echomail, differenti protocolli di trasferimento e metodi di handshaking (es.: Yoohoo/Yoohoo2u2, EMSI), compressione dei file, formati per le liste di nodi e altri aspetti. Tradizionalmente ogni sistema deve conformarsi allo standard FTS-0001 al fine di essere compatibile con Fidonet.

## Software
Strutturalmente il software necessario per fare parte di Fidonet è articolato in diverse parti, in genere integrate con un preesistente software per BBS: l'organizzazione interna di Fidonet prevede un FTSC - FidoNet Technical Standards Committee incaricato di formalizzare procedure standard e certificare il software. In linea di principio il software necessario per far funzionare un nodo Fido è:
- un mailer, che si occupa di spedire e ricevere il file dei messaggi dagli uplink e dai downlink;
- un tosser, che smista i messaggi in arrivo nelle caselle degli utenti e nei forum (detti conferenze) della BBS Fidonet;
- uno scanner che controlla tutte le aree e raccoglie i messaggi da spedire ad altri nodi;
- un packer che impacchetta tutti i messaggi in uscita in un solo file da trasmettere con il mailer.
- un editor per scrivere e leggere i messaggi.

Un elenco di software per ciascuna categoria è nella voce BBS.

## Fidonet in Italia
Nel 1985 Giorgio Rutigliano aprì il primo nodo FidoNet d'Italia a Potenza. Fu anche il primo RC (Region Coordinator) italiano. Fu seguito nell'incarico da Ermanno Iencinella, Francesco Vandelli, Franco Carcillo, Vertigo (alias Giancarlo Cairella), Mario Murè, Happy Betty ed infine Marcello Ardini, che riveste tuttora l'incarico. Il secondo nodo italiano fu il Montecastello BBS gestito da Flavio Bernardotti, il quale invece di utilizzare Opus o Fido come software, scrisse in C (1986) un nuovo programma, Italink, che rispetto a Opus aveva in più una sezione di gestione database compatibili (dBase III). Il software venne scritto con l'aiuto di Maurizio Agosti, il quale si occupò della gestione DB. L'esperienza di scrittura di Italink permise a Bernardotti di scrivere il manuale Programmazione avanzata in linguaggio C, distribuito gratuitamente grazie a FidoNet.
A fianco di Fidonet Italia nacque un'associazione parallela di nome AFI (Associazione Fidonet Italia) cui i Sysop erano liberi di aderire o meno.
Nel 1994 la rete FidoNet in Italia contava circa 300 BBS collegate. Esistevano anche reti parallele e sperimentazioni (con la stessa tecnologia Fidonet) di enti quali il Consiglio nazionale delle ricerche e l'Università Bocconi. In quell'anno le Procure della Repubblica di Torino e Pesaro avviarono due indagini distinte che portarono al sequestro e alla perquisizione contemporanea di circa 200 BBS in tutta Italia. Le accuse erano pesantissime: associazione a delinquere, contrabbando, duplicazione di software, violazione di sistemi informatici terzi. L'operazione divenne nota come «Italian Crackdown» (dall'inglese crackdown, "giro di vite"), o «Fidobust» (dall'inglese to bust, "fare una retata").
L'11 maggio 1994 decine di BBS della rete vennero fatti oggetto di una vasta azione della Guardia di Finanza. Perquisizioni e sequestri interessarono anche numerosi sysop Fidonet. Il 16 maggio il Procuratore di Pesaro Gaetano Savoldelli Pedrocchi firmò altri 137 mandati di perquisizione. L'effetto sul mondo della telematica amatoriale italiana fu devastante: molti sysop decisero in seguito a questa brutta avventura di cessare la loro attività. 
Le indagini seguirono il loro corso e portarono alla certezza che la rete Fidonet non era utilizzata per lo scambio di software piratato. Ma ormai il colpo era stato inferto: la rete era stata decimata. Alcune BBS non aprirono più, come FidoMilano, lo stesso fondatore del primo nodo italiano, Giorgio Rutigliano, abbandonò l'attività.
Negli anni seguenti, con il progressivo successo del World wide web, FidoNet scomparve (oggi sopravvive in forme amatoriali, usando Internet come supporto). 
Oggi il numero di nodi attivi si aggira fra i 10 e i 20.